# 블루문 (맥주)

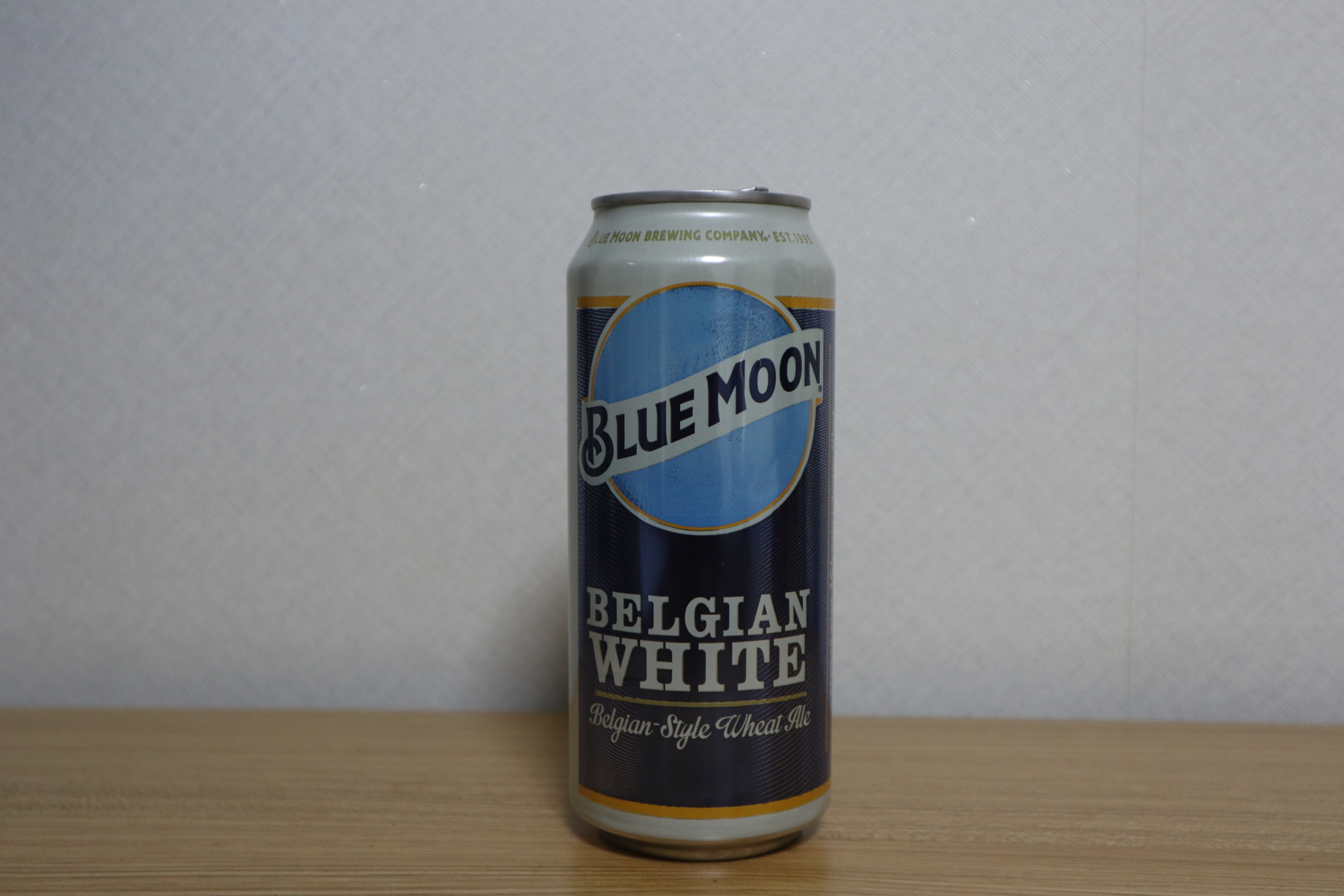
블루문 캔맥주

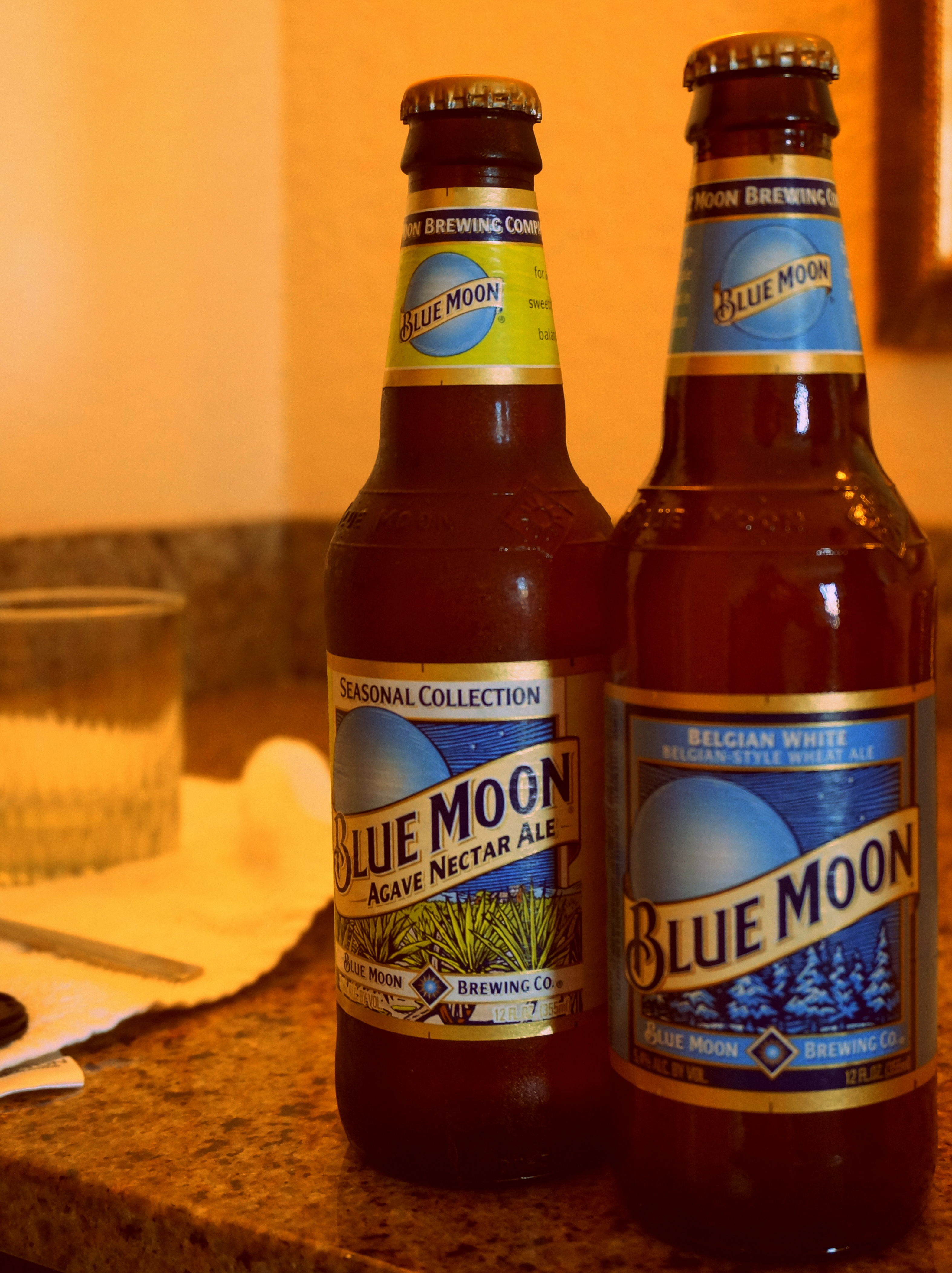
블루문 병맥주

블루문(영어: Blue Moon)은 미국의 밀러쿠어스에서 발매하는 밀맥주이다.
캔, 병, 케그로 판매되는 블루문의 알코올 도수는 5.4 %이다.